# Gentianella columnae
Gentianella columnae är en gentianaväxtart som först beskrevs av Michele Tenore, och fick sitt nu gällande namn av J. Holub. Gentianella columnae ingår i släktet gentianellor, och familjen gentianaväxter. Inga underarter finns listade i Catalogue of Life.